# Drusus goembensis
Drusus goembensis là một loài Trichoptera trong họ Limnephilidae. Chúng phân bố ở miền Cổ bắc.